# قلعه سر فیروزآباد
قلعه سر فیروزآباد مربوط به اواخر دوره ساسانیان است و در شهرستان اسلام‌آباد غرب، روستای فیروزآباد واقع شده و این اثر در تاریخ ۲۵ اسفند ۱۳۷۸ با شمارهٔ ثبت ۲۶۴۹ به‌عنوان یکی از آثار ملی ایران به ثبت رسیده است.